# سنگان (رود)
رودخانهٔ سنگان یکی از سرچشمه‌های رودخانه کن است. این رود در مسیر خود آبشار سنگان را درست می‌کند.